# 조하나 (1983년)
조하나(일본어: 女華, 1983년 6월 22일 ~ )는 일본의 패션 모델이다. 히로시마현 출신다. 전 예명은 호즈미 조하나(穂積 女華)이다.